# Eu Odeio Acordar Cedo

Imagem da página inicial da comunidade

Eu Odeio Acordar Cedo foi uma comunidade da rede social Orkut criada pelo brasileiro João Paulo Mascarenhas em 2004. Se tornou a maior comunidade da plataforma, com mais de 6,1 milhões de membros até seu encerramento no dia 30 de setembro de 2014.

## História
Gerente de uma agência de viagens de intercâmbio no Rio de Janeiro, João Paulo Mascarenhas — conhecido no Orkut como João Holden — decidiu criar a comunidade Eu Odeio Acordar Cedo no dia 23 de maio de 2004, inicialmente apenas para seus amigos. Notou que a escolha do tema foi natural: "Poucos gostam de acordar cedo." Embora nunca tenha divulgado o espaço, em apenas um mês, mil pessoas participavam da comunidade, o que lhe surpreendeu. Ele afirma que, no início, respondia a todos os membros, abrindo tópicos para discussão e prestando esclarecimentos aos usuários. No entanto, com o crescimento do espaço, sua participação começou a diminuir. Em abril de 2007, a Eu Odeio Acordar Cedo já era a maior comunidade do Orkut, com 3,5 milhões de integrantes. Numa entrevista à época, João declarou: "Recebo cerca de 60 mensagens por dia e não posso negar que isso é gostoso". Ele próprio se tornou popular na rede social, sendo criadas comunidades como "Fãs do João Holden", "Eu odeio o João Holden" e "Tenho inveja do João Holden". A imagem da comunidade, o Garfield, se tornou emblemática.
No dia 7 de julho de 2009, João vendeu a comunidade para José Santos — conhecido no Orkut como "José – Admin. Communities" — que já administrava 13 comunidades com cerca de 1 milhão de participantes. Todas faziam propaganda para um site de venda de passagens aéreas. A página foi vendida a um valor na faixa de três a cinco mil reais. João declarou: "Foi só pela grana mesmo. Ele propôs a compra, achei interessante e aceitei vender. O valor foi menos do que eu acho que ela poderia valer, mas mais do que eu acho que alguém realmente fosse dar." João começou a receber mensagens questionando a ação, com os usuários temendo que o novo dono poderia "estragar" a comunidade. Sobre isso, disse que acreditava que o novo dono apenas iria usá-la para divulgar seu negócio e, portanto, a comunidade não acabaria. Numa entrevista posterior, José declarou que havia comprado a comunidade "para dar mais destaque por meio de links a um site pessoal que adquire milhas aéreas".
No dia 30 de junho de 2014, o Google anunciou que o Orkut seria encerrado no dia 30 de setembro. Na época, a Eu Odeio Acordar Cedo tinha 6,1 milhões de integrantes, mantendo-se como a maior comunidade da rede social. É citada como uma das mais memoráveis da plataforma.

## Artigos acadêmicos
- Amaral, Ludmila Lupinacci, et al. #RIPorkut: a reação dos usuários brasileiros ao fim desse site que a gente conhecia bem e considerava pakas. Encontro Nacional de História da Mídia, 2015
- Filho, Zadoque Alves da Fonseca. O maravilhoso país do Orkut — ficção, jogos e moral na rede. Universidade Federal de Pernambuco, 2007
- Rocha, Everardo; Aucar, Bruna. Cultura material e convergência de mídia: um estudo sobre a construção subjetividade contemporânea. Libro de Actas, p. 697, 2013
- Nora, Liessa Comparim Dalla. Eu-marca: as tecnologias do imaginário e as marcas emocionais nas construções identitárias. Universidade Federal de Goiás, 2016